# Jannine Weigel
Jannine Weigel (em tailandês:  ญานนีน ภารวี ไวเกล) (Nascida em Steinfurt, Alemanha, 30 de setembro de 2000) é uma cantora e atriz tailandesa. Ele alcançou fama internacional em 2010-atualmente com seu albums Chak Din Chak Ngo, Away, Beacause of You.

## Discografia

### Single
- "Chak Din Chak Ngo" ชักดิ้นชักงอ
- "Pluto"
- "Still Your Girl"
- "Shotgun"
- "Guard Your Heart"
- "Away" ปลิว[3]
- "Finish Line"
- "Because of You" อาจเป็นเพราะ[4]
- "I'm Glad" ดีใจ
- "Zurück Zu Dir"
- "Deep End"
- "Strangled Love"
- "Heart Stop"
- "Ghostbuster"
- "Pak Rai Jai Rak" ปากร้ายใจรัก
- "Too Late" สายไป [REMASTER]
- "Lonely" เหงา [REMASTER]
- "WORDS"
- "Tears" น้ำตา [REMASTER]
- "A Little More"
- "Better"